# Engelhaldepark

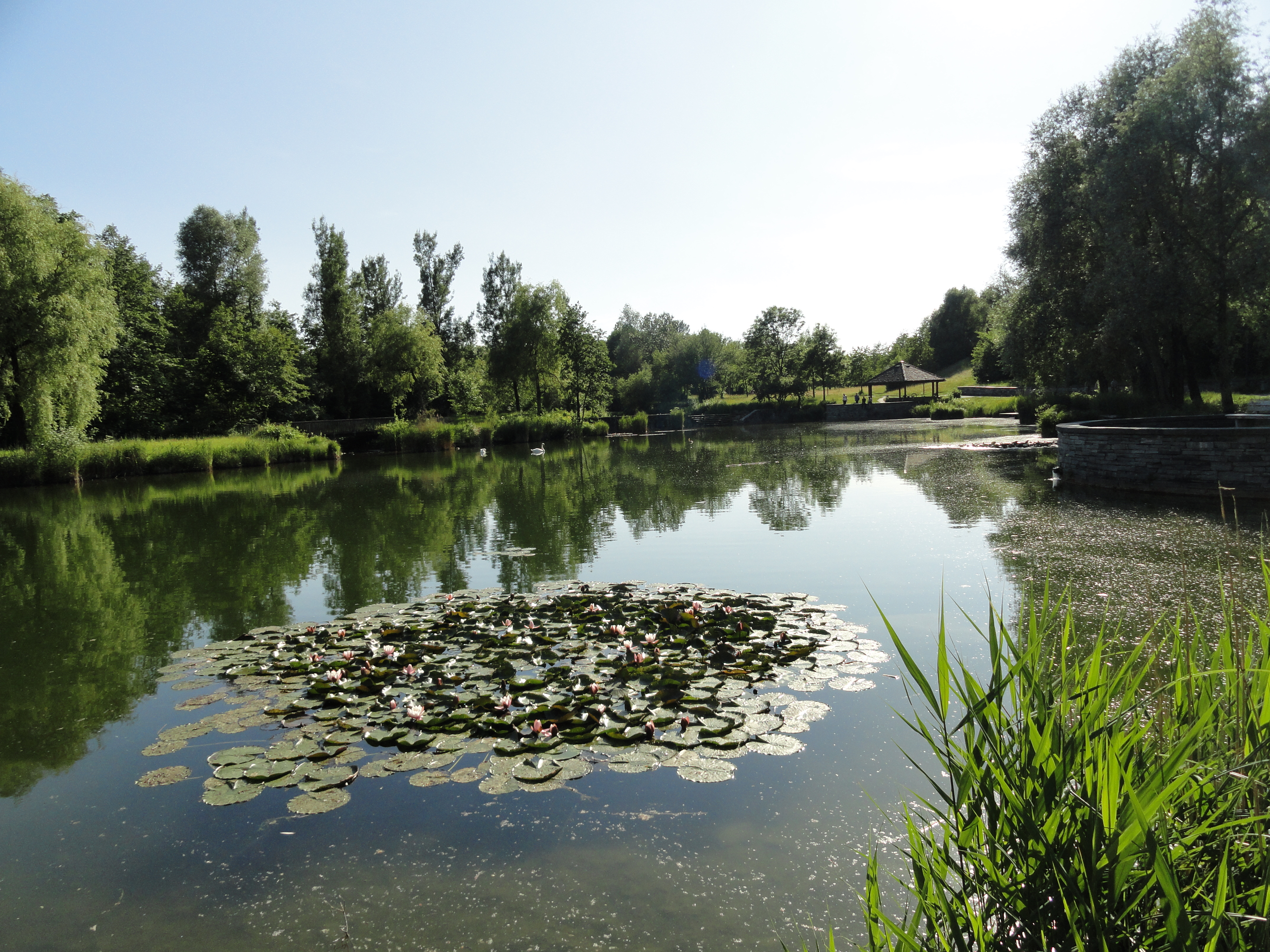
Der Weiher im Engelhaldepark (2012)

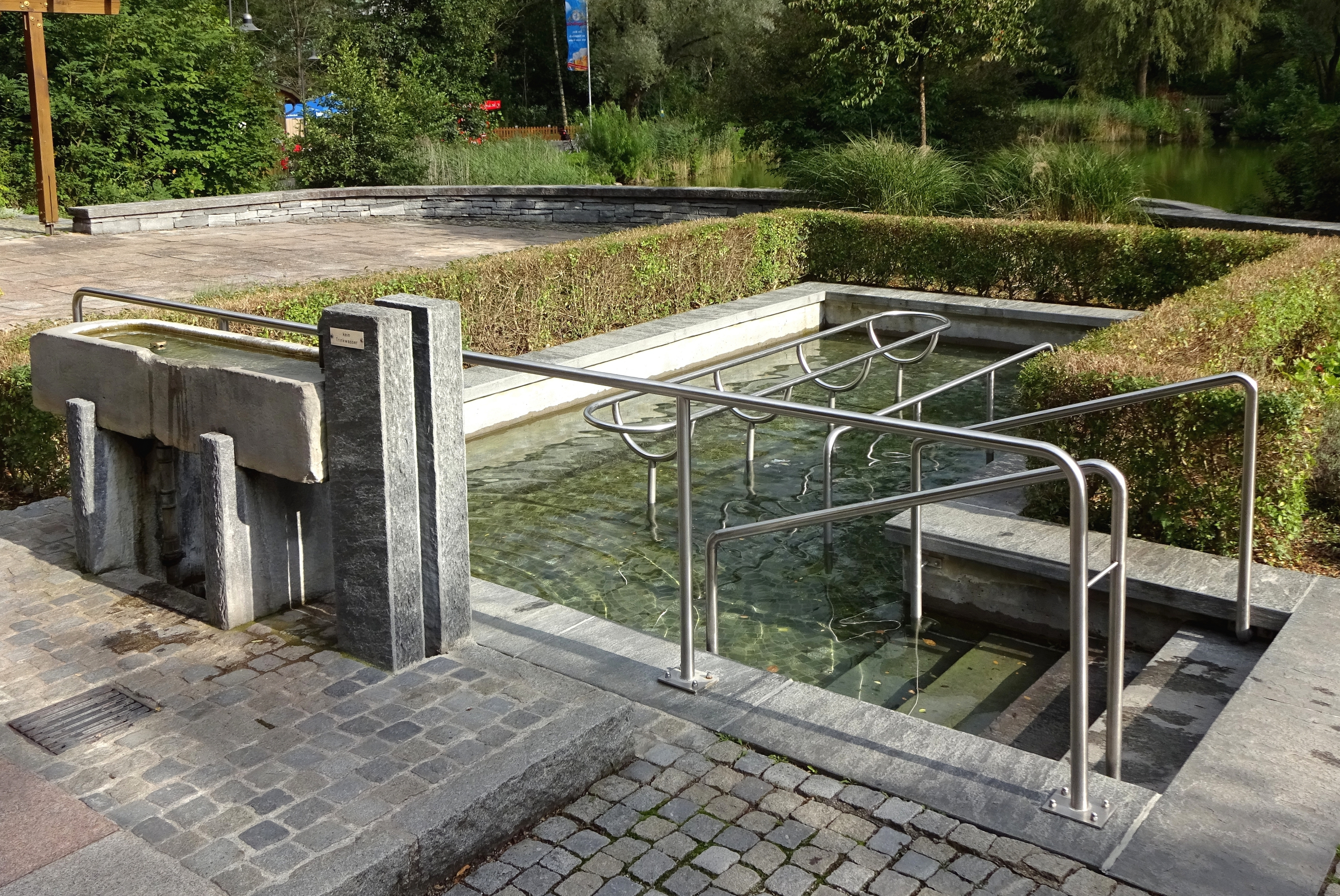
Kneipp Tretbecken (2014)

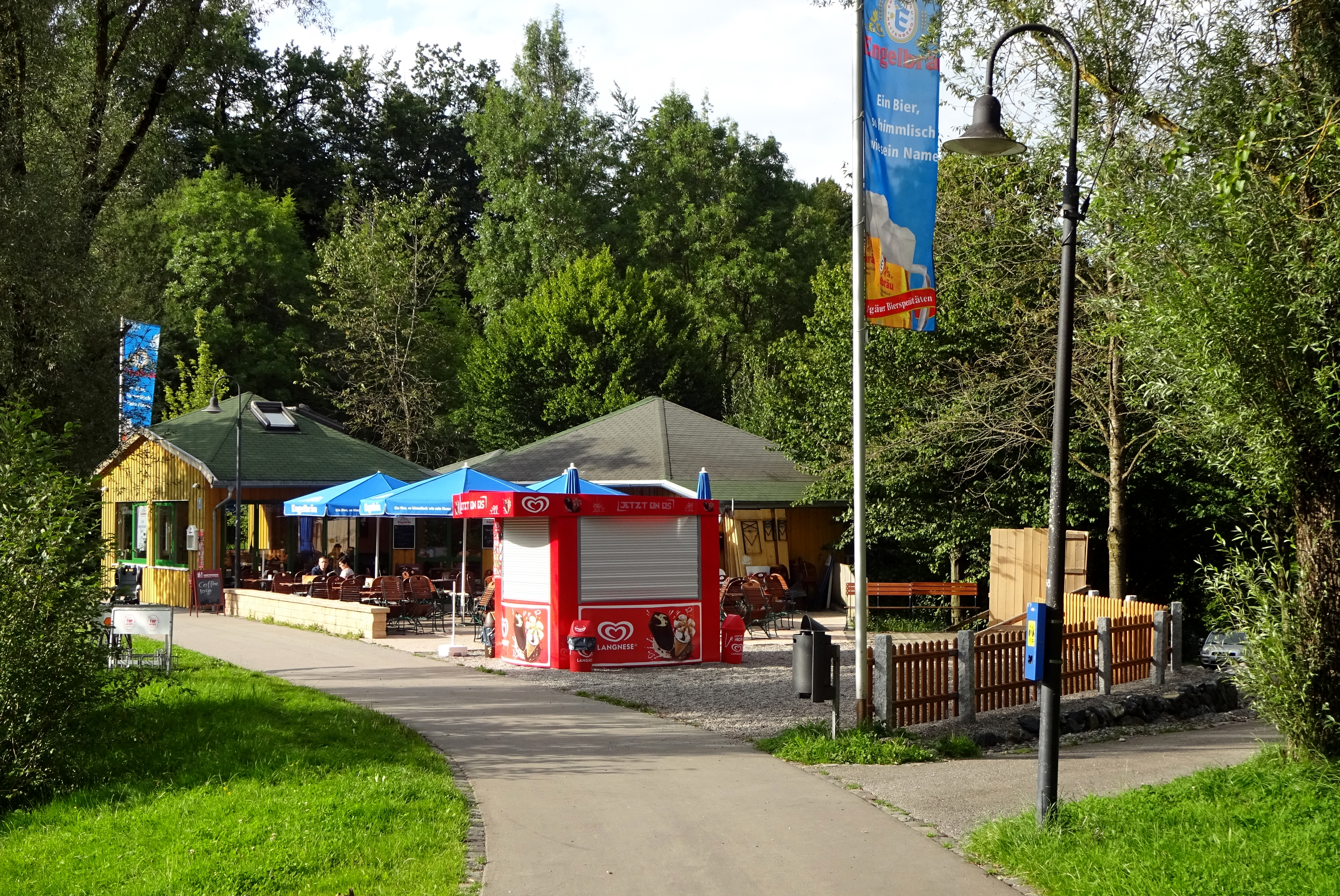
Kiosk (2014)

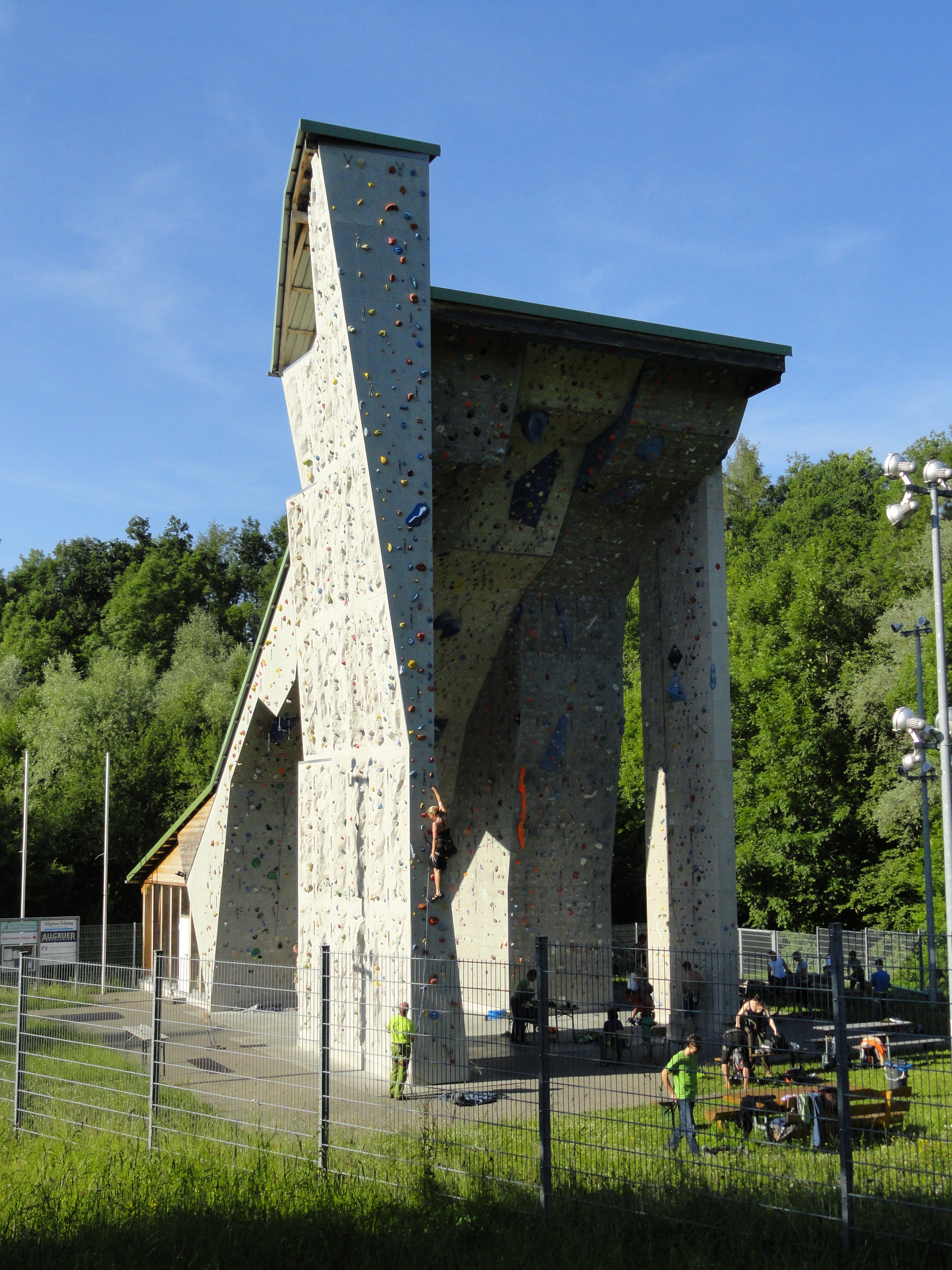
Außenkletteranlage der Sektion Allgäu-Kempten des Deutschen Alpenvereins (2012)

Der Engelhaldepark oder Landschaftspark Engelhalde ist eine Parkanlage in Kempten (Allgäu). Er entstand durch eine Rekultivierung einer Kiesgrube.

## Lage und Beschreibung
Der Engelhaldepark befindet sich östlich der Iller an der Lenzfrieder Straße, hat eine Fläche von 12 Hektar und wird vom Bachtelbach durchflossen. Im Park gibt es neben Spazierwegen und Liegewiesen einen etwa 6.000 Quadratmeter großen Weiher, ein Feuchtbiotop, zwei Kinderspielplätze, eine Kneippanlage, eine Außenkletteranlage, ein Pumptrack sowie ein Kiosk mit Ausschank. Außerdem führt der Jakobsweg durch den Landschaftspark.

## Geschichte
Auf dem Gelände befand sich der 1951 in Betrieb genommene und 1956 abgebaute Sender Kempten.
Von 1956 bis 1979 befand sich auf dem Gelände eine Kiesgrube in der Kies abgebaut und aufbereitet wurde. Später wurde der Kies angeliefert und zusätzlich noch eine Betonmischanlage betrieben. 1980 wurde die Garagenfertigung aufgegeben. 1981 entschied der Stadtrat die Fläche zu rekultivieren. Nach einem Ideen- und Gestaltungswettbewerb, in dem es unter anderem um eine mögliche Wohnbebauung, der Anlage von Kleingärten oder einer Industrieansiedlung ging, entschied man sich für das Anlegen eines Landschaftsparks nach den Plänen vom renommierten Landschaftsarchitekten Peter Kluska. Beabsichtigt war die Teilnahme an der ersten bayerischen Landesgartenschau. Diese wurde jedoch aus Gründen des Zeit- und Kostendruckes ad acta gelegt.
Kluska gewann den Architekturwettbewerb durch seine Idee, den durch Kiesabbau entstandenen Talkessel mit einem Einschnitt in das Hochufer der Iller zur Stadt zu öffnen. Die Kiesgrube war absichtlich durch das Hochufer von der Stadt abgeschirmt, jetzt sollte der Park eine Sichtbeziehung aufnehmen. Die Höhenlinien des Parks wurden mit damals großem Aufwand so modelliert, dass von möglichst vielen Wegen der Blick durch einen Einschnitt auf die St. Mang-Kirche möglich wurde. Ursprünglich war auch ein Schwimmbad geplant, das jedoch aus Kostengründen zunächst zurückgestellt wurde. An der tiefsten Stelle des Parks befindet sich ein Teich, zu dem ein Bachlauf führt.
In der großen Umgestaltungsphase des Terrains kam es zu mehreren Aufschüttungen und der Entfernung von teilweise bis zu 22 Meter hohen Steilwänden mit schroffen Hangkanten. Danach wurden etwa 2.300 Bäume und etwa 10.000 Sträucher gepflanzt sowie Wildblumenwiesen angelegt.
Der Engelhaldepark wurde am 24. Juni 1989 unter dem damaligen Oberbürgermeister Josef Höß eröffnet.